# Depresiunea Maramureșului

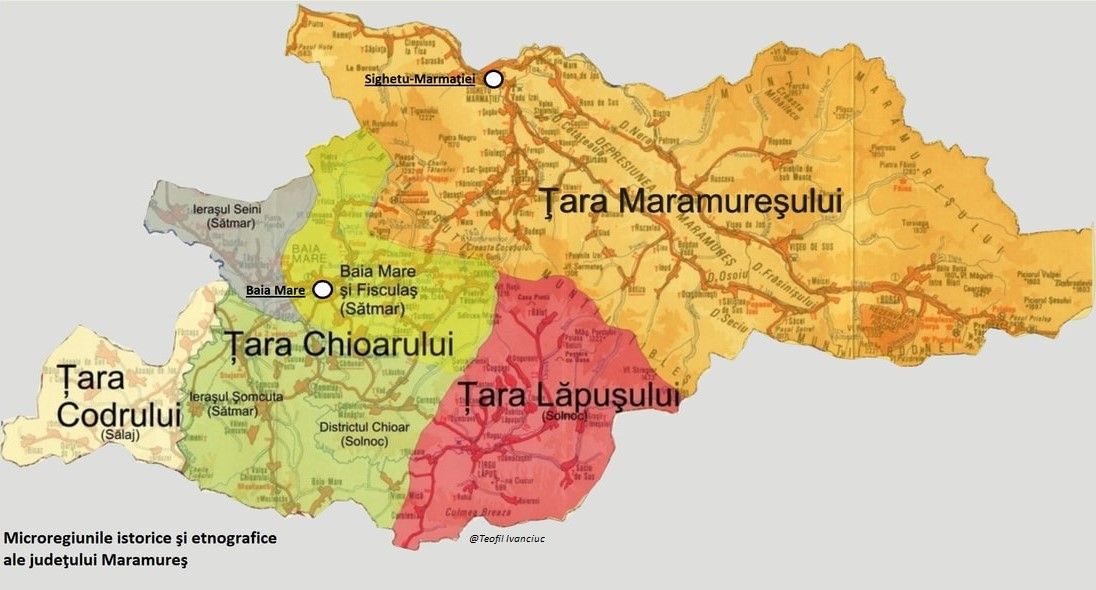

Depresiunea Maramureșului este o depresiune din Grupa Nordică a Carpaților Orientali, străbătută de râurile Vișeu, Iza și Mara, cu înălțimi medii de 800 de metri. Are un relief ce coboară în trepte către văile râurilor care o străbat.
Depresiunea Maramureșului, cea mai mare din România (75 km lungime și 20 km lățime) este mărginită de Munții Maramureșului la nord, Munții Rodnei, Munții Țibleș și Munții Gutâi la sud și vest, continuându-se dincolo de hotarele țării.
Depresiunea Maramureșului a fost un vechi golf terțiar. Din aceasta cauza regiunea e bogată în sare și chiar în petrol.